# Реєстр Війська Запорозького 1756 року
Реєстр Війська Запорозького 1756 року — історичний документ, що містить цінні дані про склад і структуру Війська Запорозького Низового в середині XVIII століття. Документи реєстру належать до справи №28 фонду 229, які зберігаються в Центральному державному історичному архіві України у місті Києві.

## Опис бази даних
У реєстрі зібрано інформацію про козаків 38 куренів Війська Запорозького Низового за 1756 рік. Вона включає відомості про кількість старшини та службовців в армії, а також детальні дані про козаків, які займалися промислами. Окрім того, база містить інформацію про зимівники чотирьох відомств: Кодацької, Самарської, Бугоґардівської та Кальміуської паланок. Реєстр налічує 12758 осіб.

## Значення
Ця деталізована інформація є важливим джерелом для вивчення історії України, зокрема військової історії та соціального устрою запорозьких козаків у середині 18 століття. Реєстр дозволяє дослідникам отримати уявлення про організацію війська, кількісний та якісний склад козаків, а також про їхні соціально-економічні діяльності.